# Дюгамель Олександр Осипович
Олександр Осипович Дюгамель (26 січня 1801 — 28 травня 1880) — генерал від інфантерії, Західно-Сибірський генерал-губернатор.

## Біографія
Народився 26 січня 1801, у Мітаві в сім'ї Ліфляндського віцегубернатора таємного радника Осипа Осиповича Дюгамеля походив із дворян Ліфляндської губернії.
Здобув блискучу домашню освіту, у 1820 році витримав іспит на чин при Пажеському корпусі.
Почав службу 27 січня 1820 року прапорщиком почту Його Величності по квартирмейстерській частині і призначений перебувати при канцелярії генерал-квартирмейстера Головного штабу. У 1820—1823 роках брав участь у тригонометричній зйомці Петербурзької губернії.
22 квітня 1823 року надане звання підпоручника і 12 грудня переведений до Гвардійського Генерального штабу, у якому отримав призначення до Військово-топографічного депо. У 1825—1826 роках перебував при полковнику Ф. Ф. Берге під час його експедиції до Каспійського та Аральського морів, улітку 1826 року повернувся і в Москві представив імператору звіт про експедицію. 23 серпня 1826 року було надане звання поручника і відряджений до Константинополя, де перебував до жовтня наступного року, обіймаючи посаду 2-го секретаря при військовому відділенні російської місії, 29 липня 1827 року отримав орден св. Володимира 4-го ступеня та 22 серпня — чин штабскапітана.
Під час російсько-турецької війни 1828—1829 років. Дюгамель був призначений в Імператорську головну квартиру, після переправи через Дунай військ 3-го піхотного корпусу перебував в авангарді генерал-лейтенанта Ф. В. Рідигера і брав участь у боях під Констанцою та Шуменом, у червні 1828 р. за відзнаку при Кюстенджі отримав бант ордена св. Володимира 4-го ступеня, у жовтні 1828 р. спрямований у 2-й піхотний корпус під Сілістрію та за відмінність при облозі цієї фортеці був нагороджений орденом св. Анни 3-го ступеня з мечами та бантом. У кампанії 1829 р. Дюгамель отримав призначення в 6-й піхотний корпус генерала від інфантерії Л. Й. Рота, 5 травня брав участь у битві при селищі Ескі-Арнаутлар, був поранений у плече і взятий у полон, був утримуваним в Шумені до 3 липня. Після визволення прибув до Головної квартири армії в Ямболь і вже 8 серпня брав участь у захопленні Адріанополя; 4 вересня відправлений до Кавказької армії графа І. Ф. Паскевича під Ерзурум із звісткою про укладення миру. 14 жовтня 1829 р. за відмінність було надано звання капітана.
Потім у 1831 р. Дюгамель брав участь у походах проти поляків, відзначився і тут, особливо в битвах при Калушині, Ваврі та Грохові; за що був нагороджений 22 березня 1831 золотою шпагою з написом «За хоробрість». Після цього Дюгамель був у складі загону генерала від кавалерії К. А. Крейца, а потім при генерал-лейтенанті М. М. Муравйові до приєднання останнього до головних сил у Пултуську. Після захоплення Варшави, за відмінність у якому Дюгамель 15 жовтня отримав орден св. Анни 2-го ступеня і було надано 25 грудня 1831 р. звання полковника, він був відряджений до Санкт-Петербурга і продовжував службу в Головному штабі, звідки був призначений перебувати при М. М. Муравйові, відправленому до Туреччини для виконання секретних доручень. Після прибуття до Константинополя Муравйов відправив Дюгамеля до Коньї для проведення переговорів з єгипетським командувачем Ібрагімом-пашею. Після повернення до турецької столиці у квітні 1833 року, Дюгамель займався упорядкуванням описів укріплень Дарданелл, а 13 травня був призначений перебувати при головнокомандувачі російським експедиційним корпусом графі О. Ф. Орлові, посланому на допомогу турецькому султану, який постав проти єгипетського паші Мухаммеда-Алі. Після врегулювання турецьких негараздів Дюгамель був призначений 8 серпня в Каїр генеральним консулом; 12 серпня отримав орден св. Володимира 3-го ступеня; 23 жовтня 1836 р. був удостоєний ордена св. Станіслава 2-го ступеня із зіркою; 6 грудня 1836 р. надано звання генерал-майора; і, нарешті, 3 серпня 1837 року відкликаний до Росії.
Дипломатичні здібності Дюгамеля висунули його, і тому 30 квітня наступного року його було призначено повноважним міністром при тегеранському дворі, де змінив графа Симонича. У 1841 р. Дюгамель залишив посаду міністра в Персії, був зарахований до списків Генерального штабу та призначений неодмінним членом ради Військової академії. Через рік йому було дані особливі дипломатичні доручення до князівства Молдавії та Валахії, виконані ним із великим успіхом. 1 грудня 1843 р. Дюгамель був призначений членом комітету, заснованого для накреслення загального плану водяних і сухопутних повідомлень в Імперії, після завершення робіт у комітеті в 1845 р. Дюгамель подав прохання про відставку «за вкрай розстроєними обставинами», але імператор, «маючи на меті дати йому найвище призначення», висловив побажання, щоб він не залишав служби. 25 грудня 1847 р. Дюгамель був призначений у свиту Його Величності і у квітні наступного року був направлений до Молдови та Валахії для запобігання революційним виступам. 3 квітня 1849 р. надано звання генерал-лейтенанта. Невдовзі він отримав орден св. Володимира 2-го ступеня (17 січня 1850 р.), а згодом і Білого орла (24 квітня 1851 р.) за відмінне виконання особливих доручень вдруге у князівствах Молдови та Валахії.
15 грудня 1851 р. Дюгамель був призначений сенатором і був присутній у межовому департаменті урядуючого сенату. Потім у наступні роки Дюгамель призначений присутнім, а з 1856 р. — першоприсутнім послідовно в різних департаментах сенату (як-от 1-й департамент, 3-й департамент, Департамент герольдії). У тому ж 1856 р., 26 серпня, Дюгамель отримав орден св. Олександра Невського, а за чотири роки, 30 серпня 1860 р. — алмазні знаки до цього ордена. З жовтня 1859 р. до липня 1860 р. Дюгамель ревізував Олонецьку губернію.
13 січня 1861 року пішов у відставку командир Окремого Сибірського корпусу та генерал-губернатор Західного Сибіру Г. Х. Гасфорд і Дюгамелю наймилостивіше наказано було зайняти звільнений пост, із залишенням у званні сенатора. Того ж року, 30 серпня, Дюгамелю було надане звання генерала від інфантерії, а 4 квітня 1865 р. нагороджений орденом св. Володимира 1-го ступеня з мечами і призначений командувачем військ Західно-Сибірського військового округу із залишенням генерал-губернатором Західного Сибіру та сенатором. 28 жовтня 1866 р., згідно з проханням, Дюгамель був звільнений із згаданих посад, але залишений у званні сенатора і призначений членом Державної Ради.
1870 року, з нагоди 50-річчя служби в офіцерських чинах, Дюгамель удостоїли Височайшого рескрипту і зарахували знову до Генерального штабу.
Серед інших нагород Дюгамель мав ордени Virtuti Militari 4-го ступеня (1832, за Польську кампанію 1831), св. Георгія 4-го ступеня (3 грудня 1839 р., за бездоганну вислугу 25 років в офіцерських чинах, № 5915 за списком Григоровича — Степанова), св. Станіслава 1-го ступеня (15 квітня 1841 р.), св. Анни 1-го ступеня (24 лютого 1842 р.).
Помер 28 травня 1880 р. у селі Носківці Вінницького повіту Подільської губернії, похований там же на цвинтарі при Молчанському костелі.
У «Русском архиве» за 1885 р., кн. I—III, надруковані великі та цінні «Записки» А. Й. Дюгамеля (випущені М. Н. Катковим окремим виданням у Москві того ж року). Також трапляються згадки на такі публікації Дюгамеля: «Порівняльний огляд державних доходів у Франції, в Австрії, у Пруссії та в Росії» (1844) та «Історія кредиту та державного боргу в Росії» (1845), проте точних бібліографічних даних на ці публікації знайти не вдалося. Крім зазначених робіт, Дюгамелем були написані такі значні праці (залишилися неопублікованими): «Історія війни проти Польських бунтівників у 1831 році» та «Критичний нарис операцій російської армії у Польщі 1831 р.».

## Родина
Дюгамель був одружений Із 1838 року на Юлії Михайлівні Козловській (2.12.1812-1.08.1891), дочці командира Лейбгвардії Преображенського полку Михайла Семеновича Козловського (1774—1853) і Софії Антонівни де Бальмен (пом. 1822); дітей у них не було, але в сім'ї виховувалась троюрідна племінниця дружини Юлія Степанівна Гаршина (1850—?), яка рано втратила батьків. Вона згодом вийшла заміж за ад'ютанта Дюгамеля капітана Міссорі-Торріані.

## Нагороди
- Орден Святого Володимира 4 ст. (1827)
- Орден Святої Анни 4 ст. (1828)
- Золота зброя «За хоробрість» (1831)
- Орден Святої Анни 3 ст. (1831)
- Virtuti Militari 4 ст. (1832)
- Орден Святого Володимира 3 ст. (1833)
- Орден Святого Станіслава 2 ст. (1836)
- Орден Святого Георгія 4 ст. (1839)
- Орден Святого Станіслава 1 ст. (1841)
- Орден Святої Анни 1 ст. (1842)
- Орден Святого Володимира 2 ст. (1850)
- Орден Білого орла (1851)
- Орден Святого Олександра Невського (1856)
- Орден Святого Володимира 1 ст. (1865).